# ハロルドとモード 少年は虹を渡る
『ハロルドとモード 少年は虹を渡る』（Harold and Maude）は、ハル・アシュビー監督の1971年公開の映画。
自殺を演じることを趣味としている19歳の少年と、天衣無縫な79歳の老女との恋を描き、米国でカルト的な人気を誇る作品である。

## ストーリー
裕福な家庭に生まれた19歳のハロルドは、母親の前で様々なバリエーションの狂言自殺を演じるという悪戯を趣味にしている。過保護な母親からジャガーXKEをプレゼントされたハロルドは、それをわざわざ霊柩車に改造し、見知らぬ他人の葬儀に参列するのが日課でもあった。
いつものように他人の葬式を傍観していたハロルドは、隣席の老婦人に声をかけられる。それは彼にとって運命的な出会いであった。その老婦人、モードは79歳で、ハロルドと同じように他人の葬式に忍び込むのが趣味だという。アナーキー精神の持ち主であるモードは、排気ガスに汚されている街路樹を引き抜き、白バイを盗んで、山に植え替えに行った。天衣無縫なモードに、ハロルドはいつしか恋心を抱くようになる。
若き日をナチスの強制収容所で過ごしたこともあるモードは、「人生というフィールドでは全力でプレイしなさい。でなきゃロッカールームで退屈するんだから。」と、厭世感に見舞われていたハロルドを励まし、彼も徐々に生きる気力を取り戻していく。モードが自分の人生になくてはならない存在であると確信したハロルドは、デートの後に彼女に求婚する。2人は年齢差をものともせず、その夜に結ばれた。
ところが、人生に満足したというモードは若いハロルドのためを思って、80歳の誕生日の日に服毒自殺を遂げた。「こんなに素晴らしい人生の終わりは無いわ。」とモードは言う。彼女は病院に運ばれたが、あっけなく亡くなってしまった。
ひとり残されたハロルドは、改造霊柩車を崖にめがけて走らせていく。車は崖っぷちからはるか下に転落した。寸前に脱出したハロルドはその光景を一瞥すると、モードから贈られたバンジョーを弾きつつ立ち去って行った。

## 概要
コリン・ヒギンズが大学の卒業作品として書いた脚本である。日本では1972年のロードショー後、1978年秋に民放局で放送（字幕付き）された。またアメリカン・ニューシネマの傑作映画を連続公開するプロジェクト「ZIGGY FILMS '70S '70年代アメリカ映画伝説」の第2弾として、2010年7月17日より、新宿武蔵野館にて38年ぶりにリバイバル上映され、2011年も各地で単館で公開された。

## キャスト
- ルース・ゴードン: モード
- バッド・コート: ハロルド
- ビビアン・ピックレス: ハロルドの母親
- シリル・キューザック: グローカス
- チャールズ・タイナー: ハロルドの叔父
- エレン・ギア: サンシャイン・ドレ
- エリック・クリスマス: 司祭

### 音楽
- キャット・スティーヴンス、プロデュースを元ヤードバーズのポール・サミュエル＝スミスが担当。
- キャメロン・クロウは、自身が所有するレコード会社Vinyl Film Recordから2007年12月に2500枚限定でサントラ版を発売した。

## 評価・影響
- キャメロン・クロウ著の「ワイルダーならどうする？」で、ビリー・ワイルダーは言及している。「私はハル・アシュビーを全面的に支持していた。もうこの世にはいないがね。（中略）でも彼は優れた監督だった」。オーストリア＝ハンガリー帝国出身のモードとワイルダーの人生が重なることが、この映画から判る。夕日を見つめるシーンで、モードの腕にナチによる入れ墨が瞬間写される。ワイルダーの家族は、アウシュヴィッツ＝ビルケナウ強制収容所で殺されている。
- アメリカン・フィルム・インスティチュート(AFI)が選出する「アメリカ喜劇映画ベスト100」で45位にランクインしている。CBSで放送されたカウントダウン形式の特番では、ジェーン・フォンダが「私の大好きな映画」とコメントしている。

## 舞台
1977年にジャン＝ルイ・バローの演出により舞台化された後、同じくバローの劇団の来日公演が上演されるなど、ストレートプレイからドラマリーディング、ミュージカルと、キャストや上演形態を変え幾度となく上演され、2020年からは数多くの脚本・翻訳・演出を手掛けてきたG2が、新たに脚本を書き下ろし朗読劇として上演されている。モード役は黒柳徹子。2023年公演まで『ハロルドとモード』というタイトル名であったが、2024年公演から『ハロルドとモード「HAROLD AND MAUDE」』に変更された。

### 2020年
上演期間は東京・EX THEATER ROPPONGIで9月28日から10月3日、大阪・シアター・ドラマシティで10月14日から15日まで。製作はテレビ朝日、サンライズプロモーション東京。
キャスト
- モード - 黒柳徹子
- ハロルド - 生田斗真
- 他、趣里、浜田信也、相島一之、秋本奈緒美

### 2021年
上演期間は東京・EX THEATER ROPPONGIで9月30日から10月14日まで。
キャスト
- モード - 黒柳徹子
- ハロルド - 藤井流星（ジャニーズWEST）
- 他、森川葵、小林大介、石丸謙二郎、高島礼子

スタッフ
- 音楽 - 荻野清子
- 美術 - 伊藤雅子
- 照明 - 沢田祐二
- 音響 - 高橋巖
- 衣装 - 十川ヒロコ
- 衣装(黒柳徹子) - 大野美智子
- ヘアメイク - 冨沢ノボル
- ヘアー(黒柳徹子) - 松田コウイチ
- メイク(黒柳徹子) - MAHIRO
- 演出助手 - 杉山恵
- 舞台監督 - 有馬則純
- 企画・製作 - テレビ朝日 サンライズプロモーション東京

### 2022年
上演期間は東京・EX THEATER ROPPONGIで9月29日から10月13日、大阪・森ノ宮ピロティホールで10月15日から18日まで。
- モード - 黒柳徹子
- ハロルド - 佐藤勝利（Sexy Zone）
- 他、北乃きい、林田一高（文学座）、近藤芳正、常盤貴子

### 2023年
上演期間は東京・EX THEATER ROPPONGIで9月23日から10月12日、大阪・森ノ宮ピロティホールで10月14日から16日まで。
- モード - 黒柳徹子
- ハロルド - 向井康二（Snow Man）
- 他、桜井日奈子、片桐仁、渡辺いっけい、戸田恵子

スタッフ
- 企画・製作 - テレビ朝日 サンライズプロモーション東京

### 2024年
上演期間は東京・EX THEATER ROPPONGIで9月23日から10月12日、大阪・森ノ宮ピロティホールで10月14日から16日まで。
- モード - 黒柳徹子
- ハロルド - 松島聡（timelesz）
- 他、深川麻衣、山崎樹範、平田満、板谷由夏

スタッフ
- 企画・製作 - テレビ朝日 サンライズプロモーション東京

### 2025年
上演予定期間は東京・EX THEATER ROPPONGIで9月30日から10月10日、大阪・森ノ宮ピロティホールで10月16日から19日まで。
- モード - 黒柳徹子
- ハロルド - 七五三掛龍也（Travis Japan）
- 他、森迫永依、前野朋哉、松尾貴史、和久井映見

スタッフ
- 企画・製作 - テレビ朝日 サンライズプロモーション東京

## 書籍
コリン・ヒギンズは、ノベライズもおこない日本でも出版された
- 枝川公一訳 二見書房　1972年出版（2012年現在は絶版）
- 阿尾正子訳 二見書房　2022年出版　ISBN 978-4576221496

## DVD
日本では長らくビデオ化、DVD化されたことはなかったが、2012年3月9日、パラマウント ホーム エンタテインメント ジャパンからDVD(商品番号：PHNE101210)が発売された。